# Ιnternational Tour of Hellas 2025
Il ΔΕΗ Ιnternational Tour of Hellas 2025, ventunesima edizione della corsa e valevole come prova dell'UCI Europe Tour 2025 categoria 2.1, si svolse in sette tappe più un prologo dal 2 al 6 aprile 2025, su un percorso di 810,99 km, con partenza a Patrasso e arrivo in Piazza Syntagma ad Atene, in Grecia. La vittoria fu appannaggio dell'ecuadoriano Harold Martín López, il quale completò il percorso in 16h04'31", alla media di 45,872 km/h, precedendo il tedesco Anton Schiffer e il francese Adrien Maire.
Sul traguardo di Atene 105 ciclisti, dei 120 partiti da Patrasso, portarono a termine la competizione.

## Tappe
| Tappa  | Data     | Percorso                             | km     | Vincitore di tappa | Leader cl. generale |
| ------ | -------- | ------------------------------------ | ------ | ------------------ | ------------------- |
| 1ª     | 2 aprile | Patrasso > Agrinio                   | 140,39 | Matteo Moschetti   | Matteo Moschetti    |
| 2ª     | 3 aprile | Agrinio > Arachova                   | 177,5  | Luke Plapp         | Harold Martín López |
| 3ª     | 4 aprile | Delfi > Calcide                      | 151,78 | annullata          | Harold Martín López |
| 4ª     | 5 aprile | Calcide > Atene (Villaggio olimpico) | 185,95 | Adrien Maire       | Harold Martín López |
| 5ª     | 6 aprile | Maratona > Atene (Piazza Syntagma)   | 155,57 | Matteo Moschetti   | Harold Martín López |
| Totale | Totale   | Totale                               | 819    |                    |                     |

## Squadre e corridori partecipanti
Alla competizione partecipano 20 squadre, con 6 corridori a squadra, per un totale di 120 corridori.
| N.    | Cod. | Squadra                      |
| ----- | ---- | ---------------------------- |
| 1-6   | JAY  | Team Jayco AlUla             |
| 11-16 | XAT  | XDS Astana Team              |
| 21-26 | TNN  | Team Novo Nordisk            |
| 31-36 | Q36  | Q36.5 Pro Cycling Team       |
| 41-46 | TFT  | Solution Tech Vini Fantini   |
| 51-56 | RKT  | Unibet Tietema Rockets       |
| 61-66 | ATT  | ATT Investments              |
| 71-76 | BAI  | Bike Aid                     |
| 81-86 | EKA  | Elkov-Kasper                 |
| 91-96 | EPR  | Epronex-Hungary Cycling Team |

| N.      | Cod. | Squadra                         |
| ------- | ---- | ------------------------------- |
| 101-106 | HAC  | Hrinkow Advarics                |
| 111-116 | MPS  | Mazowsze Serce Polski           |
| 121-126 | MIG  | Monzon-Incolor-Gub              |
| 131-136 | PHV  | Parkhotel Valkenburg            |
| 141-146 | TIS  | Tarteletto-Isorex               |
| 151-156 | VSC  | Victoria Sports Pro Cycling     |
| 161-166 | VBG  | Team Vorarlberg                 |
| 171-176 | XSU  | X-Speed United Continental Team |
| 181-186 | GRC  | Grecia                          |
| 191-196 | CYP  | Cipro                           |

## Dettagli delle tappe

### 1ª tappa
- 2 aprile: Patrasso > Agrinio - 140,39 km

Risultati
| Pos. | Corridore         | Squadra | Tempo    |
| ---- | ----------------- | ------- | -------- |
| 1    | Matteo Moschetti  | Q36.5   | 3h12'51" |
| 2    | Dylan Groenewegen | Jayco   | s.t.     |
| 3    | Gleb Syrica       | XDS     | s.t.     |

| Pos. | Corridore         | Squadra | Tempo    |
| ---- | ----------------- | ------- | -------- |
| 1    | Matteo Moschetti  | Q36.5   | 3h12'41" |
| 2    | Dylan Groenewegen | Jayco   | a 4"     |
| 3    | Gleb Syrica       | XDS     | a 6"     |

### 2ª tappa
- 3 aprile: Agrinio > Arachova - 177,5 km

Risultati
| Pos. | Corridore           | Squadra | Tempo    |
| ---- | ------------------- | ------- | -------- |
| 1    | Lucas Plapp         | Jayco   | 4h37'39" |
| 2    | Harold Martín López | XDS     | s.t.     |
| 3    | Marcin Budzinski    | ATT     | a 9"     |

| Pos. | Corridore          | Squadra | Tempo    |
| ---- | ------------------ | ------- | -------- |
| 1    | Harold M. López    | XDS     | 7h50'24" |
| 2    | Lucas Plapp        | Jayco   | a 3"     |
| 3    | Bogdan Zabelinskiy | Cipro   | a 15"    |

### 3ª tappa
- 4 aprile: Delfi > Calcide - 151,78 km

cancellata per avverse condizioni meteo

### 4ª tappa
- 5 aprile: Calcide > Atene (Villaggio olimpico) - 185,95 km

Risultati
| Pos. | Corridore           | Squadra | Tempo    |
| ---- | ------------------- | ------- | -------- |
| 1    | Adrien Maire        | Unibet  | 4h50'44" |
| 2    | Diego Ulissi        | XDS     | s.t.     |
| 3    | Harold Martín López | XDS     | s.t.     |

| Pos. | Corridore       | Squadra  | Tempo     |
| ---- | --------------- | -------- | --------- |
| 1    | Harold M. López | XDS      | 12h41'02" |
| 2    | Anton Schiffer  | Bike Aid | a 21"     |
| 3    | Adrien Maire    | Unibet   | a 37"     |

### 5ª tappa
- 6 aprile: Maratona > Atene (Piazza Syntagma) - 155,57 km

Risultati
| Pos. | Corridore         | Squadra | Tempo    |
| ---- | ----------------- | ------- | -------- |
| 1    | Matteo Moschetti  | Q36.5   | 3h23'29" |
| 2    | Dylan Groenewegen | Jayco   | s.t.     |
| 3    | Gleb Syrica       | XDS     | s.t.     |

| Pos. | Corridore       | Squadra  | Tempo     |
| ---- | --------------- | -------- | --------- |
| 1    | Harold M. López | XDS      | 16h04'31" |
| 2    | Anton Schiffer  | Bike Aid | a 21"     |
| 3    | Adrien Maire    | Unibet   | a 34"     |

## Evoluzione delle classifiche
| Tappa              | Vincitore          | Classifica generale Maglia azzurra | Classifica a punti Maglia rossa | Classifica scalatori Maglia arancione | Classifica giovani Maglia bianca | Classifica a squadre   |
| ------------------ | ------------------ | ---------------------------------- | ------------------------------- | ------------------------------------- | -------------------------------- | ---------------------- |
| 1ª                 | Matteo Moschetti   | Matteo Moschetti                   | Matteo Moschetti                | George Radcliffe                      | Mathis Avondts                   | Monzon-Incolor-Gub     |
| 2ª                 | Lucas Plapp        | Harold Martín López                | Lucas Plapp                     | Lucas Plapp                           | Bogdan Zabelinskiy               | Unibet Tietema Rockets |
| 3ª                 | tappa cancellata   | Harold Martín López                | Lucas Plapp                     | Lucas Plapp                           | Bogdan Zabelinskiy               | Unibet Tietema Rockets |
| 4ª                 | Adrien Maire       | Harold Martín López                | Harold Martín López             | Giovanni Carboni                      | Tomáš Přidal                     | Q36.5 Pro Cycling Team |
| 5ª                 | Matteo Moschetti   | Harold Martín López                | Diego Ulissi                    | Giovanni Carboni                      | Tomáš Přidal                     | Q36.5 Pro Cycling Team |
| Classifiche finali | Classifiche finali | Harold Martín López                | Diego Ulissi                    | Giovanni Carboni                      | Tomáš Přidal                     | Q36.5 Pro Cycling Team |

Maglie indossate da altri ciclisti in caso di due o più maglie vinte

### Classifica generale - Maglia azzurra
| Pos. | Corridore       | Squadra    | Tempo     |
| ---- | --------------- | ---------- | --------- |
| 1    | Harold M. López | XDS        | 16h04'31" |
| 2    | Anton Schiffer  | Bike Aid   | a 21"     |
| 3    | Adrien Maire    | Unibet     | a 34"     |
| 4    | Diego Ulissi    | XDS        | a 35"     |
| 5    | Colin Stüssi    | Vorarlberg | a 1'22"   |
| 6    | Marcel Camprubí | Q36.5      | a 1'47"   |
| 7    | Harm Vanhoucke  | Q36.5      | a 1'58"   |
| 8    | Riccardo Zoidl  | Hrinkow    | a 2'03"   |
| 9    | Sjoerd Bax      | Q36.5      | a 3'09"   |
| 10   | Jannis Peter    | Vorarlberg | a 4'18"   |

### Classifica a punti - Maglia rossa
| Pos. | Corridore           | Squadra | Punti |
| ---- | ------------------- | ------- | ----- |
| 1    | Diego Ulissi        | XDS     | 32    |
| 2    | Matteo Moschetti    | Q36.5   | 30    |
| 3    | Adrien Maire        | Unibet  | 29    |
| 4    | Harold Martín López | XDS     | 29    |
| 5    | Dylan Groenewegen   | Jayco   | 28    |

### Classifica scalatori - Maglia arancione
| Pos. | Corridore           | Squadra  | Punti |
| ---- | ------------------- | -------- | ----- |
| 1    | Giovanni Carboni    | Unibet   | 31    |
| 2    | Harold Martín López | XDS      | 27    |
| 3    | Lucas Plapp         | Jayco    | 23    |
| 4    | Anton Schiffer      | Bike Aid | 18    |
| 5    | Adrien Maire        | Unibet   | 17    |

### Classifica giovani - Maglia bianca
| Pos. | Corridore           | Squadra | Tempo     |
| ---- | ------------------- | ------- | --------- |
| 1    | Tomáš Přidal        | Elkov   | 16h12'45" |
| 2    | Garin Kelley        | XSpeed  | a 3'34"   |
| 3    | Alberto Carlo Monti | ATT     | a 3'42"   |
| 4    | Bogdan Zabelinskiy  | Cipro   | a 7'32"   |
| 5    | Aless. Perracchione | Novo    | a 8'46"   |

### Classifica a squadre
| Pos. | Squadra                | Tempo     |
| ---- | ---------------------- | --------- |
| 1    | Q36.5 Pro Cycling Team | 48h19'23" |
| 2    | Unibet Tietema Rockets | a 3'04"   |
| 3    | Team Vorarlberg        | a 17'34"  |
| 4    | Bike Aid               | a 23'57"  |
| 5    | XDS Astana Team        | a 26'31"  |